# ماريا ايميليا أميرة البرازيل
دونا ماريا اميليا( 1 ديسمبر 1831- 4 فبراير 1853) أميرة البرازيل، وعضو في بيت براغانزا البرازيلي؛
والدها هو الإمبراطور دوم بيدرو الأول حاكم البرازيل، وأمها اميلي من لاتشون بيرج؛ وكانت الطفلة الوحيدة من الزواج الثاني لوالدها؛ ولدت ماريا في فرنسا بعد أن تنازل بيدرو الأول عن العرش لابنه دوم بيدرو الثاني ؛وقبل ميلاد اميليا بشهر ذهب بيدرو الأول للبرتغال لاستعادة تاج الابنة البكر من ابنته من زواجه الأول دونا ماريا الثاني ؛ وخاض حرب كان النصر فيها له ضد شقيقه ميغيل الأول،الذي استولى على عرش ماريا الثاني.

و بعد أشهر قليلة من انتصاره توفي بيدرو الأول إثر إصابته بمرض السل؛ وسافرت والدة اميليا بها إلى البرتغال حيث عاشت معظم حياتها بدون زيارة البرازيل؛ ورفضت الحكومة البرازيلية الاعتراف بماريا كعضو في البيت البرازيلي لأنها كانت من المولودين في الخارج؛ولكن أعلن أخوها الأكبر غير الشقيق بيدرو الثاني تدخله بنجاح نيابة عنها عام 1840.

وفي أوائل 1852 خطبت ماريا لأرشيدوق النمسا ماكسميليان، ولكن قبل زواجهما أصيبت بمرض السل، وأخذت إلى مدينة فونشال على جزيرة ماديرا البرتغالية؛ وبالرغم من شهرتها بمناخها الصحي استمرت صحة ماريا في التدهور، وتوفيت في الرابع من فبراير لعام 1853، ونقلت جثتها إلى البر الرئيسي للبرتغال، ثم دفنت في البانثيون برغانزا؛ وبعد 130 عامًا أخذوا رفاتها إلى البرازيل؛ وتكريمًا لابنتها مَوَّلَت والدة ماريا بناء مستشفى (الأميرة ماريا اميليا) في فونشال؛ وأما ماكسميليان فقد ذهب إلى الحج في البرازيل، وماديرا، وكانت الرحلة التي أثرت على قبوله عرش المكسيك في عام 1864.

## نشأتها

### الولادة
ولدت ماريا اميليا بباريس  في 1 ديسمبر عام 1831؛ واسمها: ماريا اميليا أوغوستا يوجينا جوزفينا لويزا تيودوليندا ألوي فرانسيسكو خافيير دي باولا غابرييلا رفاييلا غونزاغا؛ الابنة الوحيدة لدوم بيدرو، دوق براغانزا، وزوجته الثانية أميلي من ليوتشتنبورغ؛ وعن طريق والدها كانت ماريا عضوًا في بيت براغانزا الفرع البرازيلي( بالبرتغالية: براغانزا).

وسميت دونا( بمعنى السيدة) من وقت ميلادها تشريفًا لها؛ فهي حفيدة الملك البرتغالي جواو السادس؛  وأمها ابنة يوجين دو بوارنيه دوق لاتشون بيرج، وربيب امبراطور فرنسا نابليون بونابرت؛ وتزوج يوجين من أميرة أوغوستا الابنة الكبرى للملك ماكسيميليان الأول ملك بافاريا . 

و أما بيدرو فهو الإمبراطور الأول للبرازيل( بيدرو الأول)، وأيضًا ملك البرتغال ( بيدرو الرابع)؛ وخلفه على عرش البرتغال ابنته الكبرى ماريا الثانية أخت ماريا اميليا غير الشقيقة؛ الملكة الصغيرة ابنة بيدرو من زواجه الأول يالأرشيدوقة ماريا ليوبولدينا من النمسا؛ وفي عام 1828 استولي شقيق بيدرو الأصغر دوم ميغيل الأول على عرش ماريا الثانية؛ وحرصًا على إعادة العرش لابنته تنازل بيدرو عن عرشه في البرازيل في أبريل 1831 ورحل إلى أوروبا مع أميلي الّتي كانت حاملًا في ماريا اميليا.

و ليعترف الجميع بحق اميليا كأميرة برازيلية؛ دعا بيدرو العديد من الضيوف للاحتفال بمولدها بما فيهم المبعوث الدبلوماسي البرازيلي إلى فرنسا، وعراب المولود ملك فرنسا لويس فيليب الأول، ورفيقته ماريا أميليا النابولية الصقلية، التي سميت الطفلة بإسمها؛ وأرسل بيدرو خطابًا إلى أولاده الَّذين بقوا في البرازيل وبه رسالة إلى ابنه الطفل الإمبراطور دوم بيدرو الثاني وبها:

( أرادت العناية الإلهية أن تقلل من الحزن الذي يشعر به قلبي الأبوي لانفصالي عنك يا صاحب الجلالة، ووهبتني ابنة أخرى، وشقيقة لك ورعيةً من رعاياك).

## أميرة البرازيل

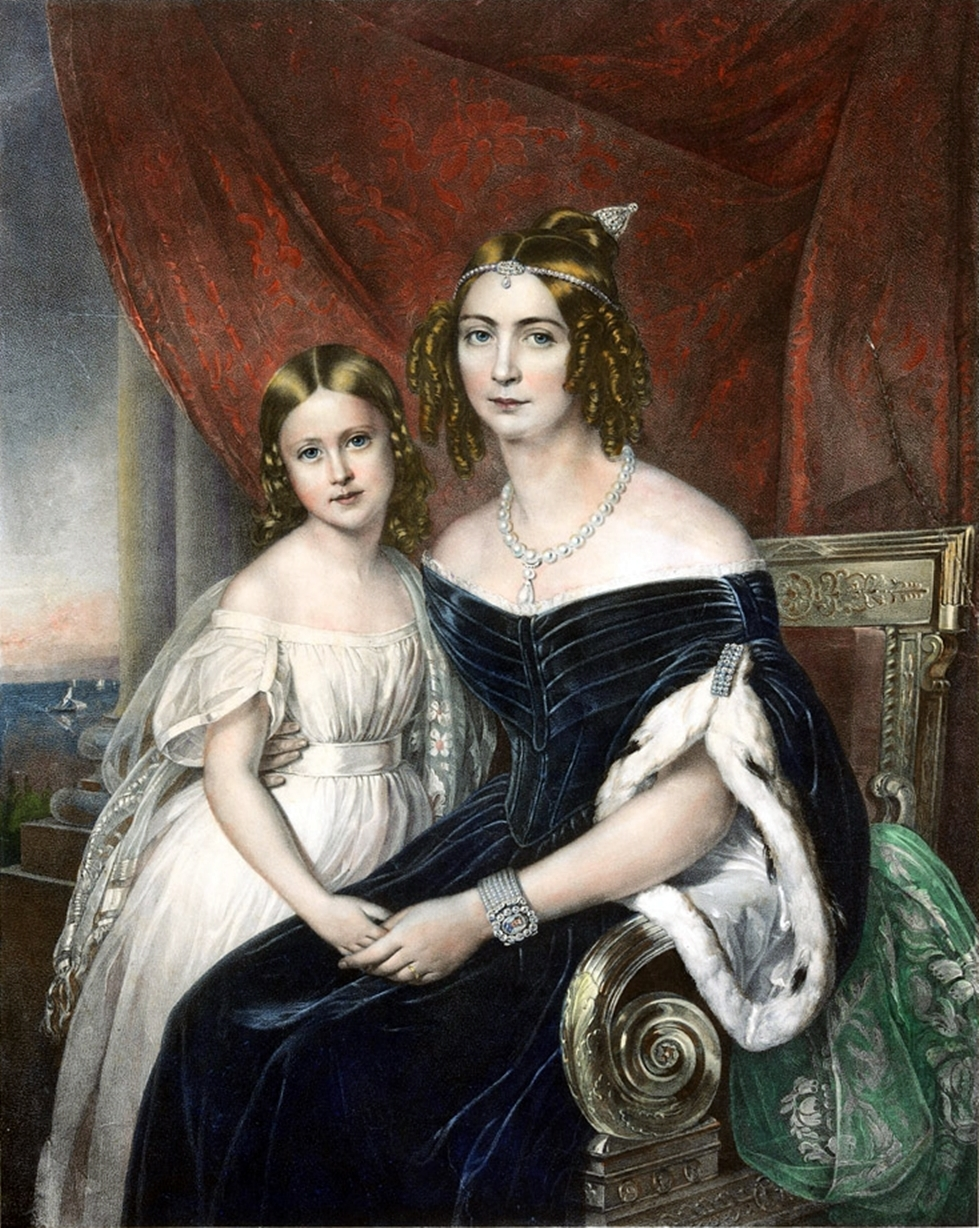
ماريا اميليا مع والدتها. 1840.

غادر والد ماريا اميليا فرنسا لغزو البرتغال وعمرها 20 يومًا؛ وعاشت لمدة عامين تقريبًا في باريس مع والدتها وأختها غير الشقيقة ماريا الثانية؛ وعند وصول أنباء خضوع عاصمة البرتغال لشبونة لقوات بيدرو سافرت اميلي لاتشون بيرج من باريس مع ابنتها وربيبتها إلى البرتغال، ووصلوا لشبونة في 22 سبتمبر 1833، ونزلوا في اليوم التالي؛ وكتب تشارلز جون نابيير ضابط البحرية لببريطانية الذي قاتل إلي جانب بيدرو عن لم الشمل العاطفي قائلًا:( ما رأيت بيرو فرحًا جدًا وسعيدًا كما رأيته عندما ذهب إلى بليم لاستقبال الإمبراطورة أميلي والّتي عانقته وقبلته بعاطفة شديدة، حتى تحركت مشاعر الملكة ماريا الثانية ولم تقدر أن تحبس دموعها؛ وأما الأميرة الصغيرة ماريا اميليا فقد أخذت الكثير من اهتمامه فقد خافت من لحيته الكثيفة ولم تستجب لأي من مداعباته لها). 

و مع هزم ميغيل الأول ونفيه؛ واستعادة ماريا الثانية لعرشها، ظلت ماريا اميليا وعائلتها في البرتغال، وفي البداية أقاموا في قصر رامالهاو، وبعد ذلك أقاموا في القصر الملكي في كويلوز بالقرب من لشبونة؛ وكان للحرب أثر سئ على صحة بيدرو، فقد كان يحتضر من مرض السل؛ وكانت ماريا اميليا لم تتعدى الثلاث سنوات؛ وفي الساعات الأولى من يوم 24 سبتمبر 1834 أخذت إلى فراشه وكان يبدو عليه الضعف فرفع يده ليباركها، وقال:( أخبروا هذه الطفلة دائمًا عن أباها الَّذي أحبها حبًا جمًا، وأخبروها ألا تنساني، وأن تطيع أمها دائمًا، تلك هي اّخر أمانيّ)؛ ثم مات بيدرو في ظهر هذا اليوم. 

و لم تتزوج الأرملة أميلي مجددًا، وقضت حياتها في الإشراف على تربية ابنتها؛ وظلوا في البرتغال وعلى الرغم من ارتباطهم وقربهم من العائلة المالكة إلا أنهم لم يكونوا جزء منها؛ ولم تقم أميلي وابنتها بزيارة البرازيل؛ ولكن قدمت أميلي التماسًا غير مجدي للحكومة البرازيلية، لكي تعترف بابنتها كعضو في العائلة الإمبراطورية في البرازيل لأن ذلك من حقها؛ وفي هذا الوقت كان بيدرو الثاني أخ اميليا غير الشقيق قاصرًا والحكومة البرازيلية في أيدي ريجنسي؛ رفضت الحكومة البرازيلية الاعتراف بماريا اميليا لولادتها في الخارج، ولم تكتفي بذلك ولكن منعتها ووالدتها من دخول البرازيل؛ وفي عام 1840 تغيَّر الوضع حيث وصل بيدرو الثاني للحكم، وأصر على الاعتراف باميليا كعضو في عائلته؛ وفي وقت لاحق من الفيكونت سيبيتيبا طلب أوريليانو كوتينهو وزير الخارجية البرازيلي من البرلمان الاعتراف بماريا اميليا وحدث ذلك في الخامس من يوليو 1841.

## التعليم والخطبة

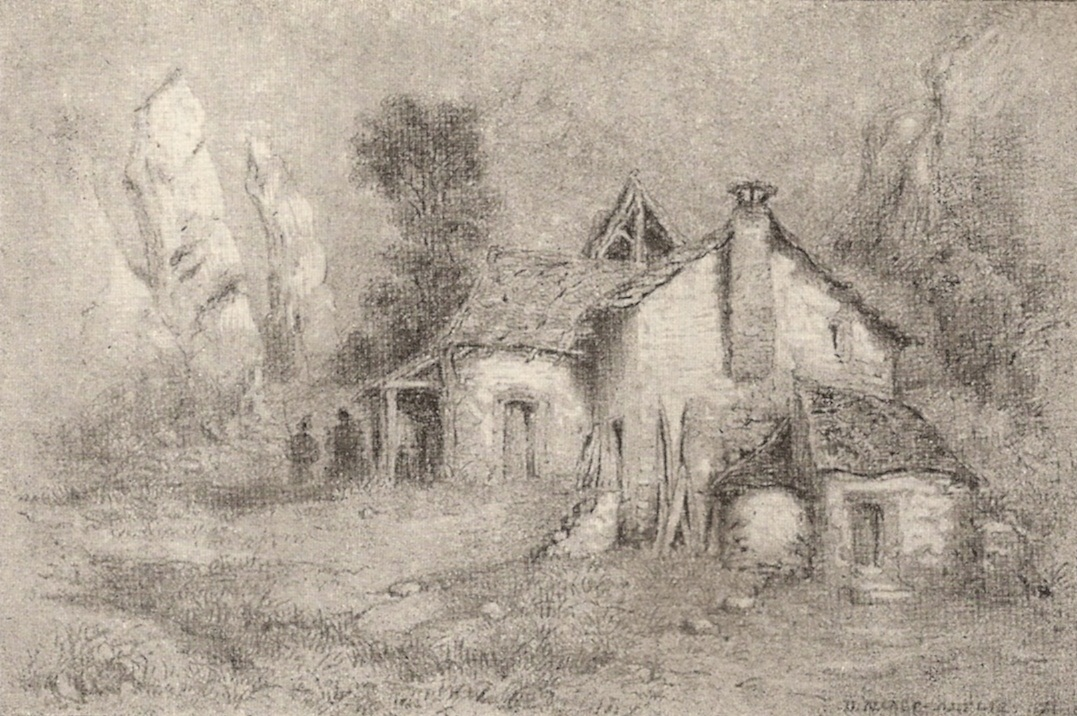
رسمة لماريا اميليا

وبهدف تحسين تعليمها انتقلت ماريا اميليا مع والدتها في منتصف 1840 إلى ميونخ عاصمة بافاريا، حيث عاش العديد من أقاربها؛ وكانت طالبة متميزة دُرِّس لها مجموعة واسعة من العلوم فقد درست الخطابة، والفلسفة، والتاريخ، والجغرافيا، والأدب الألماني، والرياضيات والفيزياء؛ ولم تتعلم الحديث والكتابة باللغة البرتغالية وحسب بل تعلمت أيضًا الإنجليزية والفرنسية، والألمانية؛ وكانت لها موهبة عظيمة في الرسم والعزف على البيانو؛ فهي شابة ذكية مع مزاج معتدل، وعقل راسخ؛ فقد وصفها معلمها قائلًا بأنها: لديها موهبة جدلية استثنائية وهذه قدرة من شأنها أن تجعل ثروة من طالبة قانون شابة. 

و كان الدافع وراء اهتمامها بالتعليم ذكرى والدها الراحل دوق براغانزا، والّذي كانت تتذكره دائِمًا، وتسأل مَن حولها قائلة:( وأبي الّذي ينظر لي من السماء هل هو سعيد بي الآن؟)؛ فقد كانت دائمًا متأثرة بوفاته، ولم تستطع التعامل مع ذكراها؛ وعندما رأت الحديقة الّتي زرع والدها فيها الجميز قالت:( غزاني حزنٌ شديد عندما أنظر لهذه الأشجار، الَّتي أنقذت والدي، وربما ستبقينا جميعًا على قيد الحياة؛ إنها صورة من هشاشة الإنسان وضعفه؛فالإنسان مخلوق واهن، فهو يموت على الرغم من أنه قد خُلقت جميع الأشياء من أجله ولاستعماله لقرون من الزمان!..... ولكن أنا سأكمل تأملاتي الحزينة). 

و في نهاية عام 1850 عادت ماريا اميليا مع والدتها إلى البرتغال واستقروا في قصر جانيلاس فيرديس؛ وفي أوائل عام 1852 جاء ابن عمها الدوق الأسترالي ماكسيميليان الَّذي كان يخدم في سلاح البحرية الأسترالي وتوقف في البرتغال لزيارتها؛ فوالدة ماكسيميليان هي أخت جدة ماريا اميليا غير الشقيقة، وكانتا أعضاء في بيت فيتلسباخ في بافاريا؛ وكان أيضا قريبها عن طريق أخويها غير الأشقاء فقد كان والده هو الشقيق الأصغر لـ لإمبراطورة البرازيل ماريا ليوبولدينا؛ وقد التقا ماكسيميليان واميليا سابقًا عند لم الشمل العائلي في ميونخ عام 1838 وقد كانت وقتها طفلة صغيرة؛ وكانت هذه هي المرة الثانية للقائهما؛ ولكنهما هذه المرة وقعا في الحب، فقد أُسر ماكسيميليان بجمال ماريا اميليا فهي شابة صغيرة زرقاء الأعين، شقراء الشعر، فجمالها حاد إضافة إلى ذكائها الحاذق؛ وقد خطبها لكن ليس رسميًا فقد أعاق هذا موتها المبكر.

## اّخر أيامها

### وفاتها

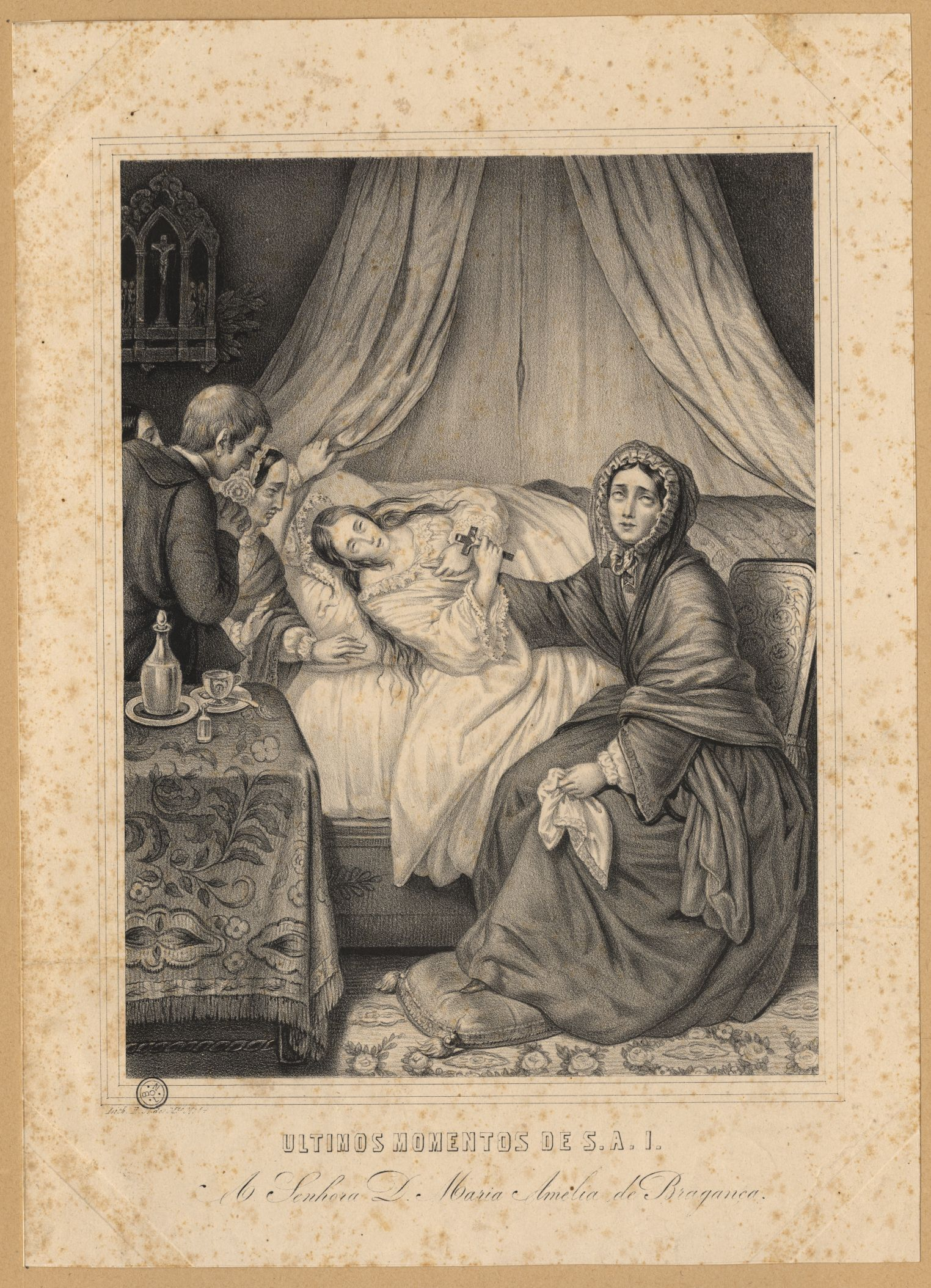
ماريا اميليا في لحظاتها الأخيرة، ووالدتها بجوارها.

وفي فبراير 1852 مرضت اميليا بالحمى القرمزية؛ وتمر الشهور ولا تسترد صحتها أو تكف عن السعال، بل وأصيبت بمرض السل؛ وفي 26 أغسطس غادرت الأميرة قصر جانيلاس فيرديس، وسافرت إلى جزيرة ماديرا فقد اشتهرت بمناخها الصحي وقد شُفِيَت اميليا من الحمى وقالت: لقد اختفت الحمى بسحر هذا المكان. 

وفي 31 أغسطس وصلت ماريا اميليا ووالدتها الَّتي كانت في صحبتها إلى فونشال عاصمة ماديرا؛ واستقبلتها المدينة بأكملها بسعادة وسرور، وذهب حشد إلى منزلها الجديد للترحيب بها؛ وقد أحبت الجزيرة، وقالت لوالدتها( إن عادت إلي صحتي كما كانت سنطيل البقاء في هذه الجزيرة ونذهب إلى رحلات في جبالها، وسنجد سبلًا جديدة كما فعلنا في شتاين!)؛ ولكن ساءت حالتها الصحية، وبنهاية شهر نوفمبر ذهب الأمل في استعادة صحتها؛ وبحلول بداية 1853 كانت الأميرة طريحة الفراش وعلمت أن الموت يقترب، وقالت( تتلاشى قوتي من يوم لآخر... أستطيع أن أشعر بذلك... لقد وصلنا إلى بداية النهاية)؛ وبعد منتصف الليل بوقت قصير وفي الساعات الأولى من اليوم الرابع من شهر فبراير أدار القس طقوس الماضي.

حاولت اميليا أن تهدئ من روع والدتها قائلة( لا تبكي... دعي الرب يتم ذلك لعله سيأتي، ويساعدني في ساعتي الأخيرة ويواسيكي يا أمي)؛ وتوفيت في الساعة الرابعة من صباح ذلك اليوم؛ وبقى جثمان الأميرة في مصلى جانب البيت حيث توفيت، حتى تم نقله إلى البر الرئيسي للبرتغال في السايع من مايو عام 1853؛ وفي الثاني عشر من مايو وصل التابوت إلى لشبونة وتبعته جنازتها؛ ودفن رفاتها بجانب والدها في براغانزا اّلهه في دير ساو فيسني دي فورا؛ وفي عام 1982 وبعد ما يقرب من مائة وثلاثين عامًا تم نقل ما تبقى من ماريا اميليا للبرازيل ووضعه في كونفنتو دي سانتو أنطونيو( دير القديس أنطونيو) في ريو دي جانيرو حيث دُفِن أفراد العائلة المالكة البرازيلية.

### الإرث

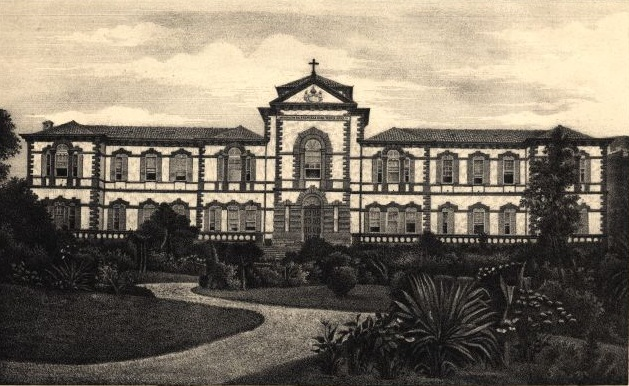
مستشفى الأميرة ماريا اميليا

و لم يلتق الإمبراطور بيدرو الثاني بشقيقته الصغرى، ولكن كانت علاقتهما قوية من خلال رسائلها له؛ وكتب في يومياته بعد وفاتها بسبع سنوات( سمعت بمرض أختي الحبيبة ماريا اميليا، وأشعر بحزن شديد لأني لم ألتقي بها قط)؛ وأما أميلي فكانت تزور قبر ابنتها كل 4 من فبراير حتى وفاتها؛ وموَّلت تشييد مستشفى الأميرة ماريا اميليا في فونشال تكريمًا لها، ولا زالت هذه المستشفى موجودة إلى الآن؛ وأعطت أميلي ممتلكاتها الَّتي في بافاريا إلى الأرشيدوق ماكسيميليان( والَّذي حبته لأنه كان صهرًا لها، حفظ الرب ابنتها ماريا اميليا).

سكنت ذكرى اميليا قلب ماكسيميليان حتى بعد زواجه من تشارلوت البلجيكية؛ حتى أنه قدم الحج إلى الأماكن التي قطنت بها خطيبته في 1859 إلى 1860؛ فأولًا عند وصوله إلى جزيرة ماديرا كتب( في الرابع من فبراير لعام 1853 ماتت هنا بمرض السل الابنة الوحيدة للإمبراطور البرازيلي؛ وهي مخلوقة موهوبة للغاية؛ غادرت عالمنا المعيب، وعادت بنقائها الأشبه بالملاك إلى السماء موطنها الَّذي تنتمي إليه)؛ وزار أيضًا المستشفى الَّتي تحمل اسم ماريا اميليا، واستمر في تمويل غرفتين منها حتى مماته؛ وفي ذكرى موتها تبرع لتمثال سيدة الأحزان؛ وبعدها زار بيتها(المسمى بكينتا داس أغسطس أو فيلا الألم)حيث تُوُّفِيَت، وكتب في مذكراته( ولفترة طويلة وقفت صامتًا وسط أفكار الحزن والحنين في ظل الشجرة الرائعة الَّتي تحمي هذا المنزل كالملاك وبكى بمرارة لعدم تواجدها)؛ وأشار أيضًا لجزيرة ماديرا في مذكراته( وبدت لي الحياة هادئة وسعيدة قبل أن تموت). 

و في الحادي عشر من يناير 1860 وصل إلى البرازيل وافتتن بازدهارها واستقرارها، وكانت النظام الملكي الوحيد في أمريكا الجنوبية تحت حكم شقيق خطيبته المتوفاة؛ وبسبب ازدهار البرازيل قررماكسيميليان في العاشر من أبريل قبول منصب الإمبراطور لإمبراطورية المكسيك، لاعتقاده أنه يمكنه تحقيق نفس نتائج الازدهار في المكسيك؛ ولكن بدلًا من ذلك أعدم ماكسيميليان في التاسع عشر من يونيو 1867 بعد أن أسره الجمهوريون المكسيكيون؛ وجُرِّد من جميع ممتلكاته، ومع ذلك أراد أن يرسل تحيته إلى ماريا اميليا للمرة الأخيرة فأوصى أن ترسل ميدالية مريم العذراء الَّتي أعطتها له ماريا إلى أميلي والدتها؛ وكان لماريا اميليا تأثيرًا على الأحداث في البرتغال، كما كانت لوفاتها أيضا تأثيرًا وإن كان غير مباشر على تاريخ المكسيك.